# حديبة فوق الحقية
الحديبة فوق الحقة (بالإنجليزية: Supraglenoid tubercle)‏ هي منطقة من عظم الكتف ، ينشأ منها الرأس الطويلة للعضلة ذات الرأسين العضدية ، وهي بروز خشن يقع أعلى الجوف الحُقي بالقرب من قاعدة الناتئ الغرابي.

## الأهمية السريرية
ينشأ التهاب أوتار الرأس الطويلة للعضلة ذات الرأسين العضدية عند الحديبة فوق الحقة في 30٪ من الحالات. وتكون الأعراض عموما عدم استقرار الجزء الأمامي من العضلة ذات الرأسين العضدية. و يمكن أيضا أن يوصف هذا المرض بآلام مزمنة في الجزء الأمامي للكتف يتشعع نحو الجزء الجانبي (الوحشي) من الكوع.
في حالات التهاب أوتار العضلة ذات الرأسين العضدية، يمكن حقن المنشطات الستيرويدية بواسطة التَصْوير الشُعاعِيّ التَأَلُّقِيّ (بالإنجليزية: fluoroscopic)‏ (أَدَاة لِلْكَشْف عَن التَّكْوِين الْبَاطِنِيّ لِلْجِسْم الْحَيّ بِوَاسِطَة أَشِعَّة إِكْس) في الحديبة فوق الحقة للحد من الألم المرتبط بعلم الأمراض (الباثولوجيا).

## وصلات خارجية
- درسٌ تشريحي حول lesson1bonesofpostshoulder مُعدٌ بواسطة ويسلي نورمان (جامعة جورجتاون).
- درسٌ تشريحي حول radiographsul مُعدٌ بواسطة ويسلي نورمان (جامعة جورجتاون). xrayleftshoulder
- صور تشريحية:03:os-0115 في مركز داونستيت الطبي التابع لجامعة نيويورك

## صور إضافية

عظم الكتف الأيسر. الحديبة فوق الحقية تظهر باللون الأحمر.
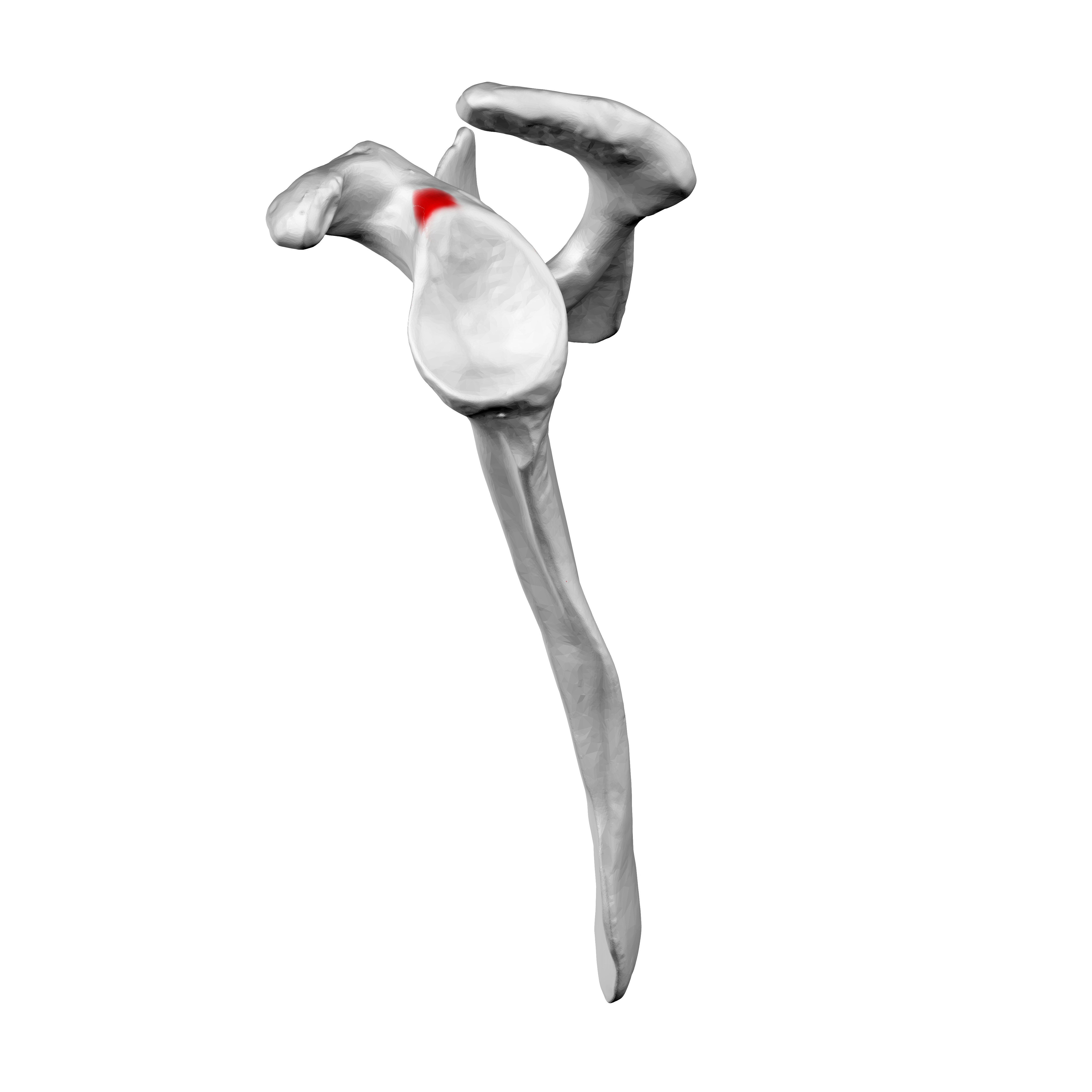
عرض جانبي (وحشي) لعظم الكتف الأيسر. الحديبة فوق الحقية تظهر باللون الأحمر.
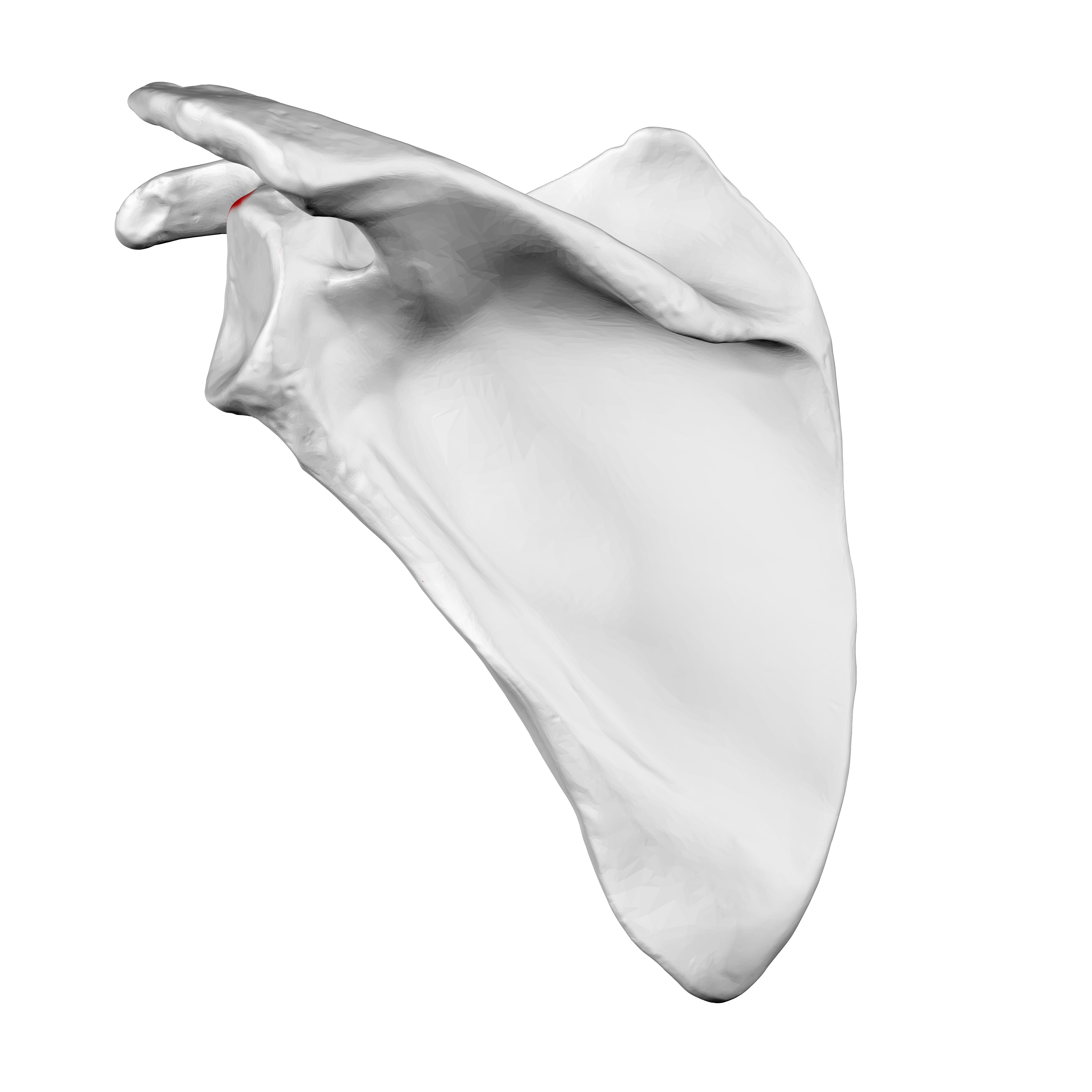
الحديبة فوق الحقية تظهر باللون الأحمر.
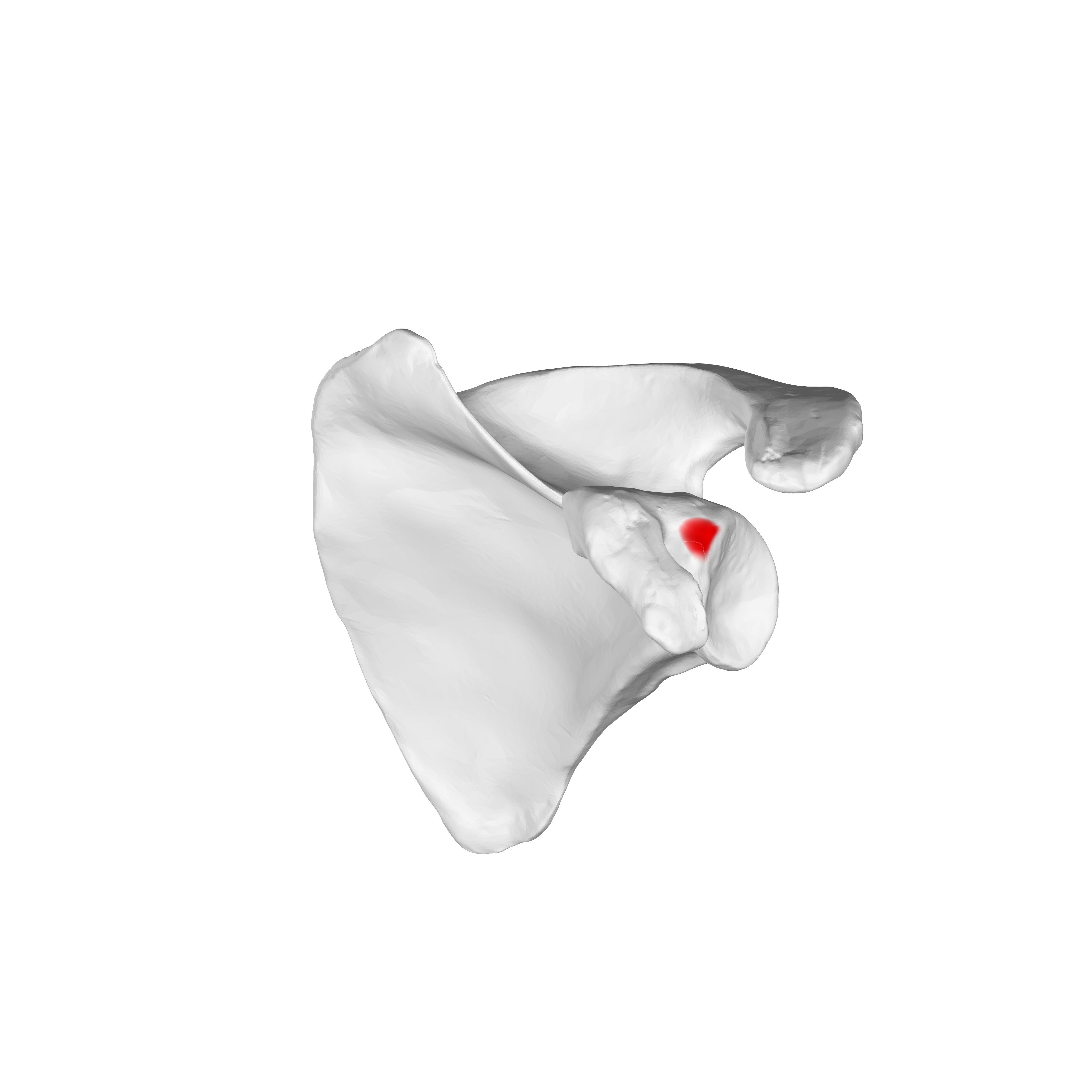
الحديبة فوق الحقية تظهر باللون الأحمر.
الحديبة فوق الحقية تظهر باللون الأحمر.
الحديبة فوق الحقية تظهر باللون الأحمر.
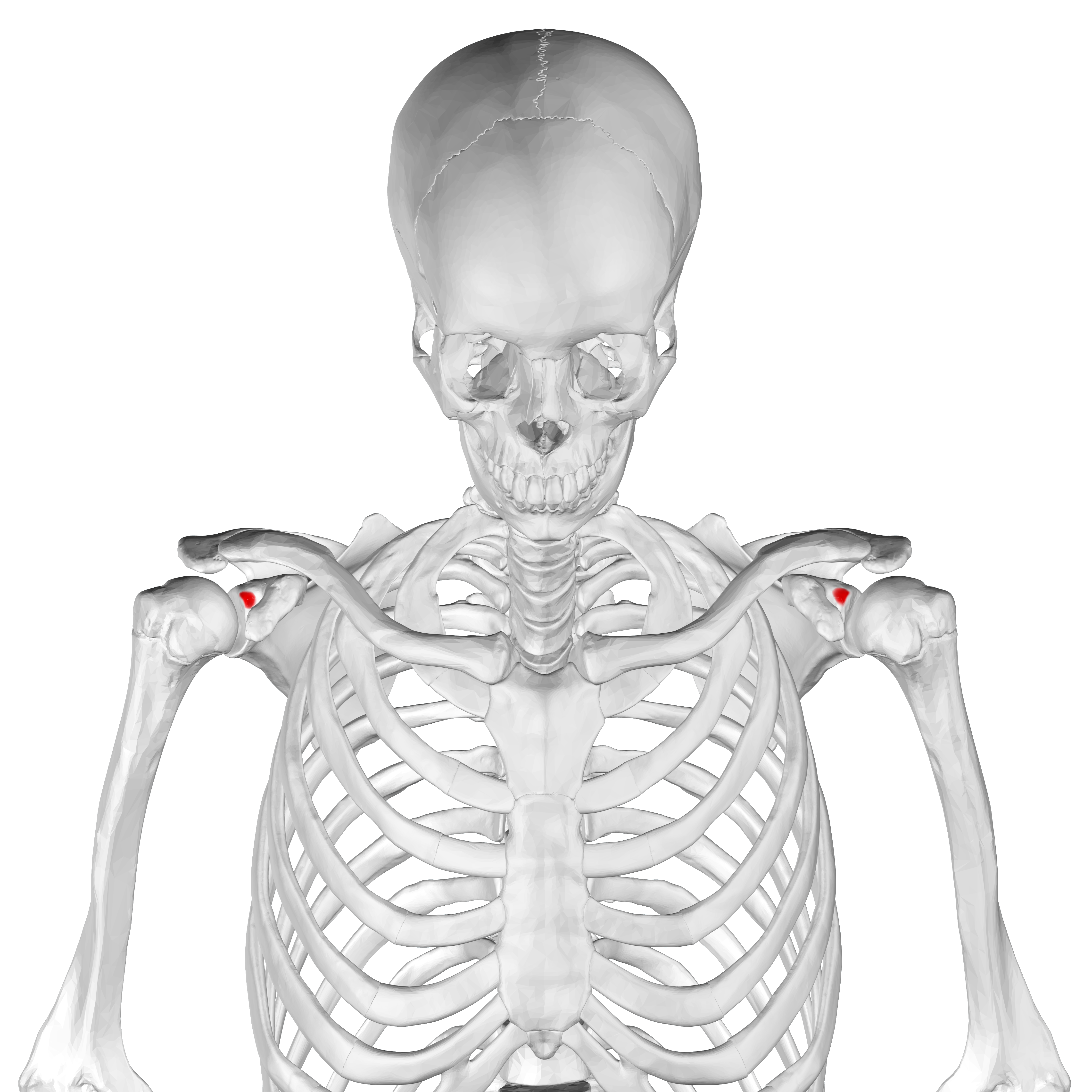
الحديبة فوق الحقية تظهر باللون الأحمر.
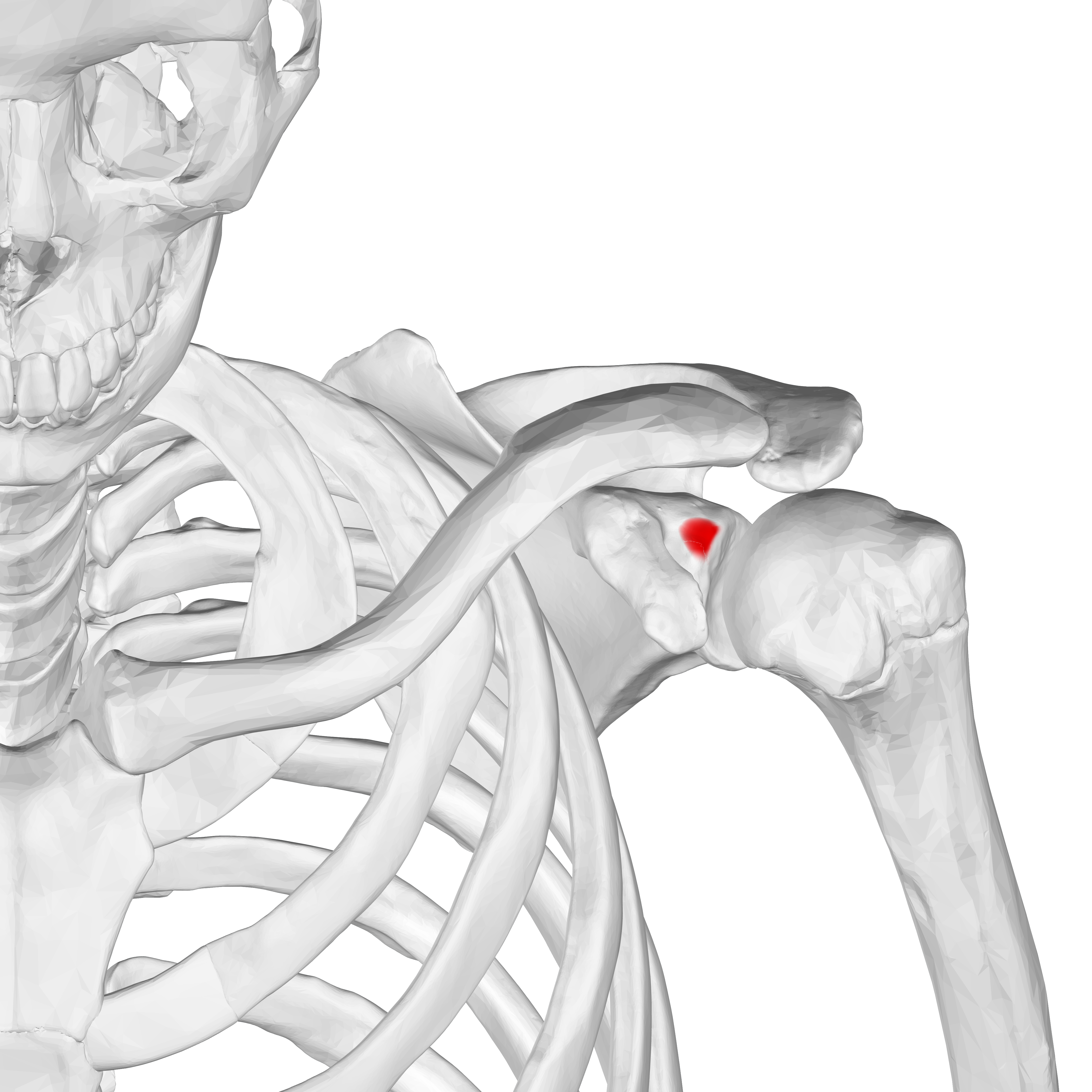
الحديبة فوق الحقية تظهر باللون الأحمر.